# Westend
A Westend (korábbi nevén, melyet 2019-ig használt: WestEnd City Center) az osztrák Shopping City Süd után a régió[pontosabban?] második legnagyobb területű bevásárlóközpontja, a VI. kerületben, a Nyugati pályaudvar mellett található.
1999. november 12-én adták át, tulajdonosa a Demján Sándor alapította Gránit Pólus Management Részvénytársaság. A bevásárlóközpont magába foglal egy irodakomplexumot és egy szállodát is.
Az épület több szakmai díjat is elnyert, megnyerte többek között a 2001. évi Prix d'Excellence Nemzetközi Ingatlanfejlesztési Nívódíj-pályázat első díját is kereskedelmi épület kategóriában.

## Története

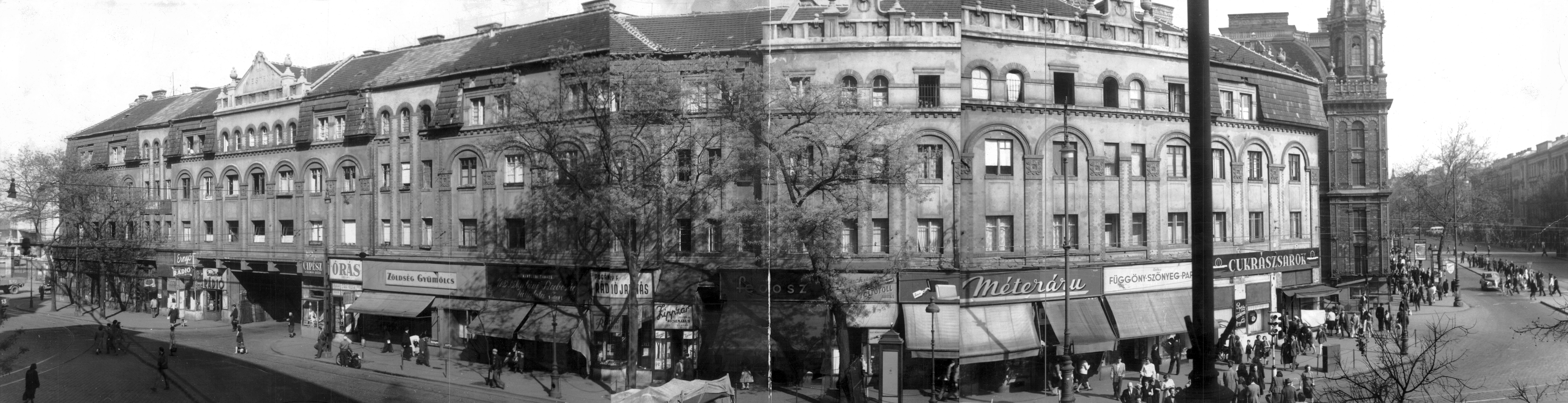
Az egykori Westend-ház a Nyugati pályaudvar mellett (1955)

A bevásárlóközpont a Nyugati pályaudvar szomszédságában egy vasúti-ipari rekonstrukciós területen épült. A nevét a Nyugati téri 3. szám alatti kétes hírű szállodáról kapta, amelyet a pesti népnyelv a pályaudvarról „Westend-ház”-nak nevezett. 1978-as lebontása óta a helyén buszvégállomás és parkoló üzemel. A Váci út keleti oldalán állt felhagyott vasúti áruforgalmi raktárak helyén 1998-ban kezdődött meg az építkezés a Finta és Társai Építész Stúdió Kft. tervei alapján. Mind a tervezés, mind az építkezés feszített ütemterv szerint haladt. 1997 októberében még csak az elvi engedélyezési tervnél tartott, 1998 májusára elkészült a tervezés, így indulhatott el augusztusban a nagyszabású építkezés. 1999. februárra szerkezetkész volt az épület, a kereskedelmi területet még karácsony előtt, novemberben sikerült átadnia a kivitelezőnek. Az irodaház 2000 áprilisában, a szálloda júliusban nyitotta meg a kapuit.
A tervezés ideje alatt közel 120 tervezőt kellett koordinálni – a mai értelemben vett koordináció azonban még nem létezett akkoriban. A rekord rövid idő - mindössze 1 év - alatt tervezett épületet Demján Sándor 1999. novemberére kívánta átadni, mely egyben azt is jelentette, hogy a tervezés csak pár hónappal járt a kivitelezés előtt, ami hatalmas felelősséget rótt a Finta és Társai Építész Stúdióra. A munkálatokban alvállalkozók is részt vettek a Stúdión kívül. Többek közt az épület főbejáratánál helyet kapó vízesésnek tervbe integrálása is külön attrakció volt az építés alatt – a vízesés modelljét Los Alamosban egy hangárban építették meg, s annak a kísérletnek az eredményeként volt tervezési adatszolgáltatás a gépészet és statika irányába.
Összességében elmondható, hogy a kicsivel több, mint egy év alatt kivitelezett épület sikeresen választ adott a kihívásokra. Annak kétharmada kereskedelmi célú funkciót tölt be, egyharmada irodaház funkciót, valamint választ ad a belvárosra jellemző parkolóhiányos kihívásokra is.

## Bemutatása

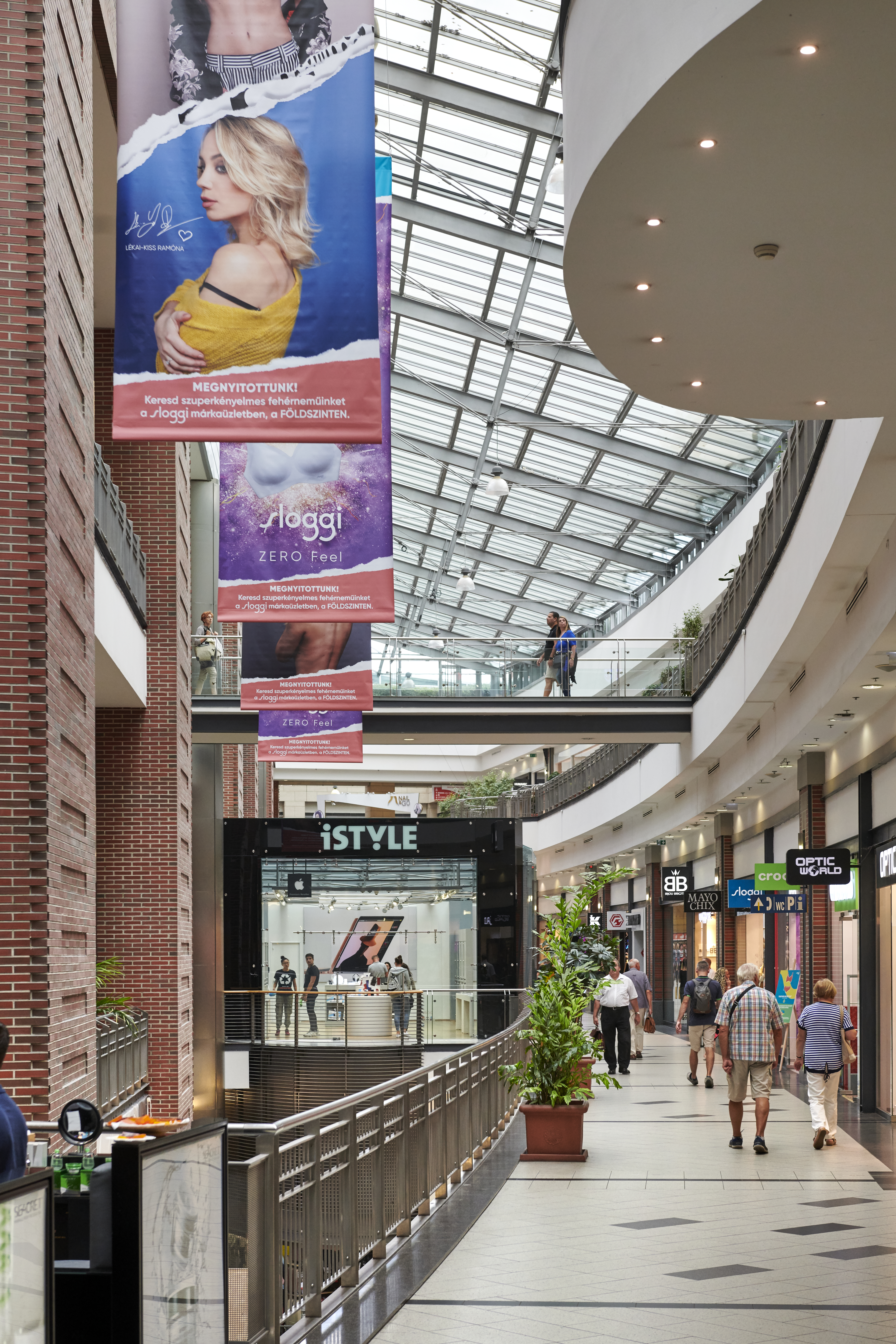
A belső tér egy részlete

Ez az ország legnagyobb kereskedelmi, irodaház- és szállodaközpontja, több mint 200 000 négyzetméteres területet foglal el.
Az "A" kategóriás irodahelyiségeket kínáló irodaterület nettó 16 216 négyzetméteres, amit három toronyban alakítottak ki, a kereskedelmi szintek fölött.
A Westend rekordidő alatt, 370 nap alatt épült fel. 
Kétharmadát kereskedelmi tevékenység és szórakozási lehetőségek fedik le, egyharmadában irodaház működik, ezen felül része volt egy ötcsillagos, 230 szobás Hilton-hotel is (2021-től Crowne Plaza Budapest, InterContinental).
Kuriózumnak számít a szomszédos pályaudvar sínpárjai fölé épült tetőkert, ahol ezernyi virág, bokor és fa biztosítja a kikapcsolódást. A pihenőpark számos programnak és rendezvénynek helyszíne. A téli hónapokban korcsolyapálya működik itt, nyáron pedig egy játszótér várja a gyermekeket.

## Az épület díjai
- FIABCI Prix d'Excellence Nagydíj (2001)
- ICSC Maxi Díj (2001)
- ICSC Fejlesztési Dicséret (2000),
- ICSC Maxi Díj Kiemelkedő Marketing Teljesítményért (1999)
- Az Európai Tetőkertek Szövetsége – 2000 Díja

## Üzletek
- 400 üzletéből közel 200 divatáruüzlet
- 50 étterem és kávézó
- Crowne Plaza Budapest szálloda, IHG (Intercontinental Szállodacsoport)

## Látnivalók

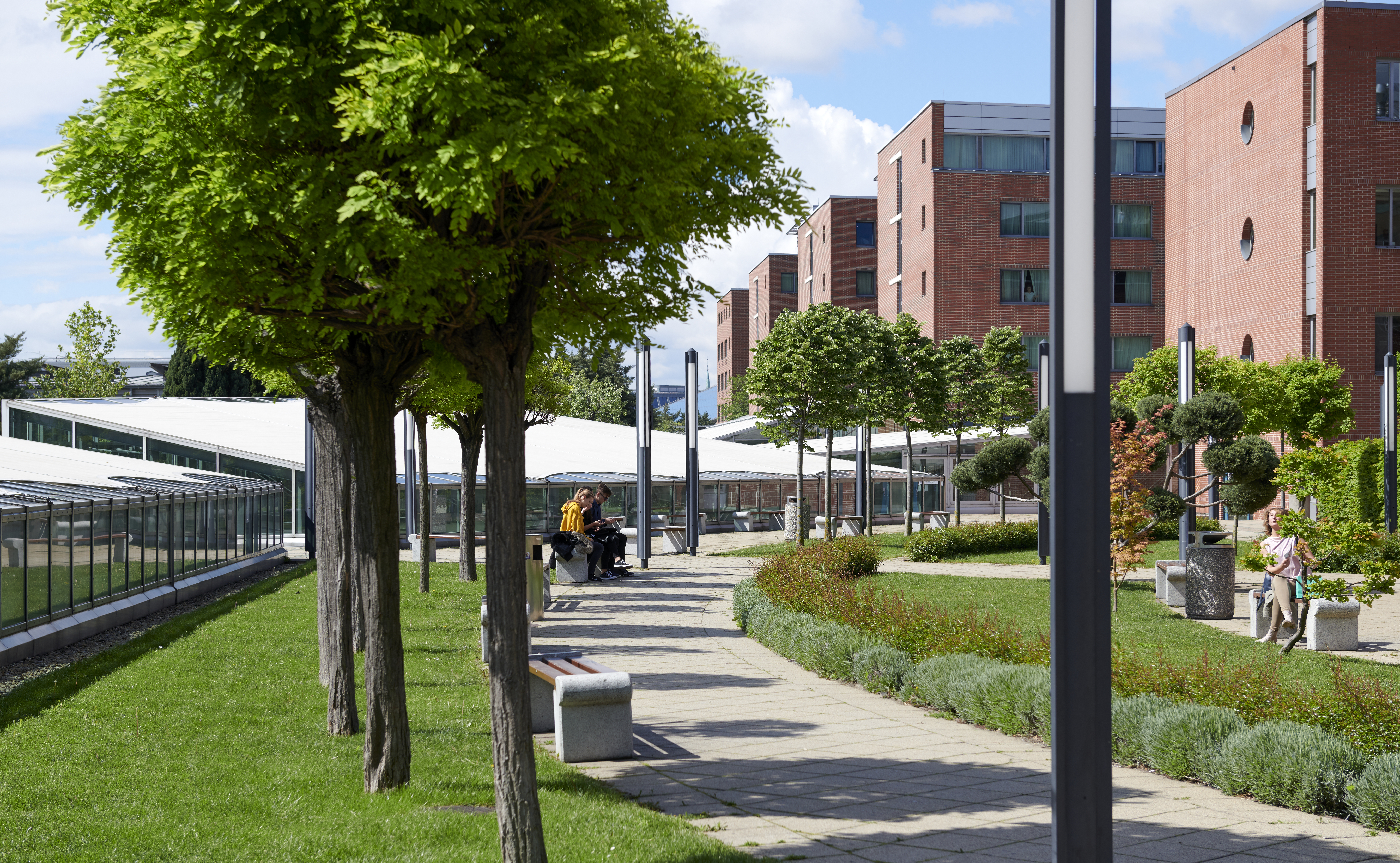
A három hektáros terület 35 féle növénynek és 11 madárfajnak ad otthont

- 14 termes CinemaCity Westend 4DX multiplex mozi
- 20 méteres vízesés a Nyugati téri bejáratnál
- látványszökőkutak
- háromhektáros, fákkal, virágokkal, szobrokkal teli tetőkert

## Járatok
Lásd: Nyugati pályaudvar metróállomás